# Ctenomys porteousi
El tuco-tuco acanelado,    (Ctenomys porteousi) es una especie de roedor histricomorfo de la familia Ctenomyidae endémica de Argentina. 

## Nombre común
Tuco-tuco chasiquense, tuco-tuco acanelado,  tuco-tuco amarillo.